# Víctor Milke
Víctor Milke (Ciudad de México, México; 24 de enero de 1995) es un futbolista mexicano de ascendencia española, que juega como defensa central.

## Trayectoria
Producto de las fuerzas básicas del Querétaro F. C., pudo debutar profesionalmente con el equipo. 
En diciembre de 2016 se presentó al Draft del Ascenso MX, siendo seleccionado por los Cimarrones de Sonora para disputar el Clausura 2017.
En agosto de 2020 fue fichado por el Atlético Morelia para sustituir a Emanuel Loeschbor, haciendo así su retorno a la segunda división. Luego de un año en el club, el 18 de agosto de 2021 pasó al FC Tulsa del USL Championship, sin embargo retornó al Atlético Morelia antes de que concluyera el año.

### Fútbol 7
En 2024 comenzó a competir en la Américas Kings League como miembro del equipo Olimpo United.

## Estadísticas

### Clubes
Actualizado al último partido jugado el 19 de noviembre de 2023.
| Querétaro F. C. · México          | 1.ª                 | 2013-14             | 0   | 0  | 4  | 0 | - | - | 4   | 0  | 0.00 |
| Querétaro F. C. · México          | 1.ª                 | 2014-15             | 4   | 0  | 1  | 0 | - | - | 5   | 0  | 0.00 |
| Querétaro F. C. · México          | 1.ª                 | 2015-16             | 2   | 1  | -  | - | 5 | 1 | 7   | 2  | 0.28 |
| Querétaro F. C. · México          | 1.ª                 | 2016                | 3   | 0  | 3  | 0 | - | - | 6   | 0  | 0.00 |
| Querétaro F. C. · México          | 1.ª                 | 2017-18             | 0   | 0  | 1  | 0 | - | - | 1   | 0  | 0.00 |
| Querétaro F. C. · México          | 1.ª                 | 2018-19             | 6   | 0  | 9  | 0 | - | - | 15  | 0  | 0.00 |
| Querétaro F. C. · México          | 1.ª                 | 2019-20             | 0   | 0  | 0  | 0 | - | - | 0   | 0  | 0.00 |
| Querétaro F. C. · México          | Total               | Total               | 15  | 1  | 18 | 0 | 5 | 1 | 38  | 2  | 0.05 |
| Cimarrones · México               | 2.ª                 | 2017                | 8   | 0  | 3  | 0 | - | - | 11  | 0  | 0.00 |
| Cimarrones · México               | Total               | Total               | 8   | 0  | 3  | 0 | 0 | 0 | 11  | 0  | 0.00 |
| A. Morelia · México               | 2.ª                 | 2020-21             | 37  | 5  | -  | - | - | - | 37  | 5  | 0.14 |
| A. Morelia · México               | 2.ª                 | 2022                | 24  | 3  | -  | - | - | - | 24  | 3  | 0.13 |
| A. Morelia · México               | 2.ª                 | 2022-23             | 39  | 1  | -  | - | - | - | 39  | 1  | 0.03 |
| A. Morelia · México               | 2.ª                 | 2023-24             | 17  | 0  | -  | - | - | - | 17  | 0  | 0.00 |
| A. Morelia · México               | Total               | Total               | 117 | 9  | 0  | 0 | 0 | 0 | 117 | 9  | 0.09 |
| F. C. Tulsa Estados Unidos        | 2.ª                 | 2021                | 3   | 0  | -  | - | - | - | 3   | 0  | 0.00 |
| F. C. Tulsa Estados Unidos        | Total               | Total               | 3   | 0  | 0  | 0 | 0 | 0 | 3   | 0  | 0.00 |
| Total en su carrera               | Total en su carrera | Total en su carrera | 143 | 10 | 21 | 0 | 5 | 1 | 169 | 11 | 0.08 |
| (1) Incluye datos de Copa México. |                     |                     |     |    |    |   |   |   |     |    |      |

## Palmarés

### Títulos nacionales
| Título               | Club             | País   | Año  |
| -------------------- | ---------------- | ------ | ---- |
| Supercopa MX         | Querétaro        | México | 2017 |
| Liga de Expansión MX | Atlético Morelia | México | 2022 |